# Gängletorp
Gängletorp är en tätort i Karlskrona kommun i Blekinge län. Väg E22 passerar en kilometer norr om Gängletorp.  
Gängletorp har sen mitten av 00-talet kommit att mer eller mindre växa ihop med Trummenäs, ett fritidshusområde där ett par hundra villor har byggts och ett hundratal håller på att byggas. Gängletorp ligger norr om Trummenäs, gränsen mellan tätorterna ligger på Trummenäs GK:s golfbana norr om Trummenäs, söder om Gängletorp.  
Naturen kring Gängletorp domineras av lövskog samt odlingar av spannmål.  

## Befolkningsutveckling
| Befolkningsutvecklingen i Gängletorp 1990–2020 | Befolkningsutvecklingen i Gängletorp 1990–2020 | Befolkningsutvecklingen i Gängletorp 1990–2020 | Befolkningsutvecklingen i Gängletorp 1990–2020 | Befolkningsutvecklingen i Gängletorp 1990–2020 |
| ---------------------------------------------- | ---------------------------------------------- | ---------------------------------------------- | ---------------------------------------------- | ---------------------------------------------- |
|                                                |                                                |                                                |                                                |                                                |
| År                                             |                                                |                                                | Folkmängd                                      | Areal (ha)                                     |
| 1990                                           | 1990                                           |                                                | 257                                            | 44#                                            |
| 1995                                           | 1995                                           |                                                | 275                                            | 46                                             |
| 2000                                           | 2000                                           |                                                | 272                                            | 47                                             |
| 2005                                           | 2005                                           |                                                | 276                                            | 47                                             |
| 2010                                           | 2010                                           |                                                | 369                                            | 65                                             |
| 2015                                           | 2015                                           |                                                | 464                                            | 108                                            |
| 2020                                           | 2020                                           |                                                | 584                                            | 111                                            |
| Anm.: Ny tätort 1995 # Som småort.             |                                                |                                                |                                                |                                                |